# Dajr as-Sudan
Dajr as-Sudan (arab. ‏دير السودان‎, Dayr as-Sūdān) – wieś w Palestynie, w muhafazie Ramallah i Al-Bira. Według danych szacunkowych Palestyńskiego Centralnego Biura Statystycznego w 2016 roku miejscowość liczyła 2548 mieszkańców.